# Adolf Weinacker
Adolf John Weinacker (* 29. Oktober 1928 in Detroit; † 11. September 2023) war ein US-amerikanischer Geher.
Im 50-km-Gehen kam er bei den Olympischen Spielen 1948 in London auf Platz 16 und 1952 in Helsinki auf Platz 22. 1956 in Melbourne wurde er Siebter.
Seine persönliche Bestzeit über diese Distanz von 4:38:58 h stellte er 1956 auf.